# Homatropin
A homatropin szemészeti beavatkozásoknál pupillatágításra használt gyógyszer. Szemcsepp formájában adják.
A sphincter pupillae izom és a sugárizom muszkarinos acetilkolin receptoraira hat, ezáltal bénítja az izmokat. Ettől a pupilla kitágul, és nem képes a távolsághoz alkalmazkodni (cycloplegia).
A homatropin kevésbé hatásos, mint az atropin, és rövidebb ideig tartó hatása van. Hidrobromid vagy metilbromid sóját használjuk. Az utóbbi külön gyógyszernek számít.
A VIII. Magyar Gyógyszerkönyvben két formában hivatalos:
| Homatropin-hidrobromid | Homatropini hydrobromidum  |
| Homatropin-metilbromid | Homatropini methylbromidum |

## Mellékhatások
- Homályos látás
- Fényérzékenység

## Ellenjavallatok
- Kezeletlen zöld hályog
- Súlyos izomgyengeség (myasthenia gravis)
- Súlyos szívelégtelenség
- Pajzsmirigy-túlműködés (thyreotoxicosis)

## Készítmények
A nemzetközi gyógyszerkereskedelemben önállóan:
- Antiespasmodico
- Espasmotropin
- Homatropil
- Infafren Simple
- Nopar
- Pasmolit

Kombinált készítmény nagyon sok van.
Magyarországon nincs forgalomban.

## Fordítás
Ez a szócikk részben vagy egészben  a   Homatropine című angol Wikipédia-szócikk fordításán alapul.  Az eredeti cikk szerkesztőit annak laptörténete sorolja fel. Ez a jelzés csupán a megfogalmazás eredetét és a szerzői jogokat jelzi, nem szolgál a cikkben szereplő információk forrásmegjelöléseként.